# Distretto di Mutki
Il distretto di Mutki (in turco Mutki ilçesi) è uno dei distretti della provincia di Bitlis, in Turchia.